# Bandabari
Bandabari ist ein Stadtviertel (französisch: quartier) im Arrondissement Niamey III der Stadt Niamey in Niger.

## Geographie

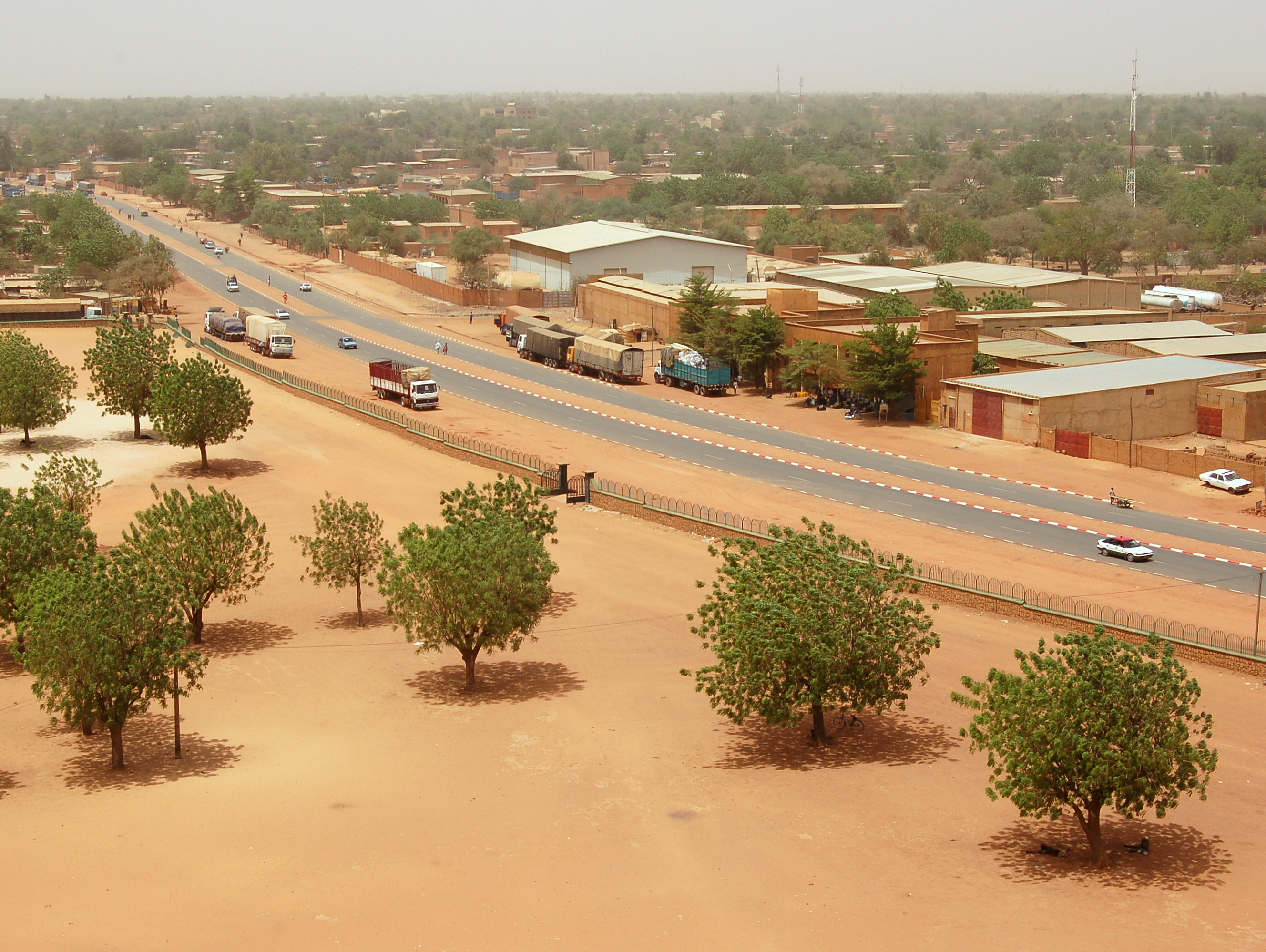
Blick von der Großen Moschee von Niamey auf den Boulevard Mali Bero und das dahinter liegende Stadtviertel Bandabari (2006)

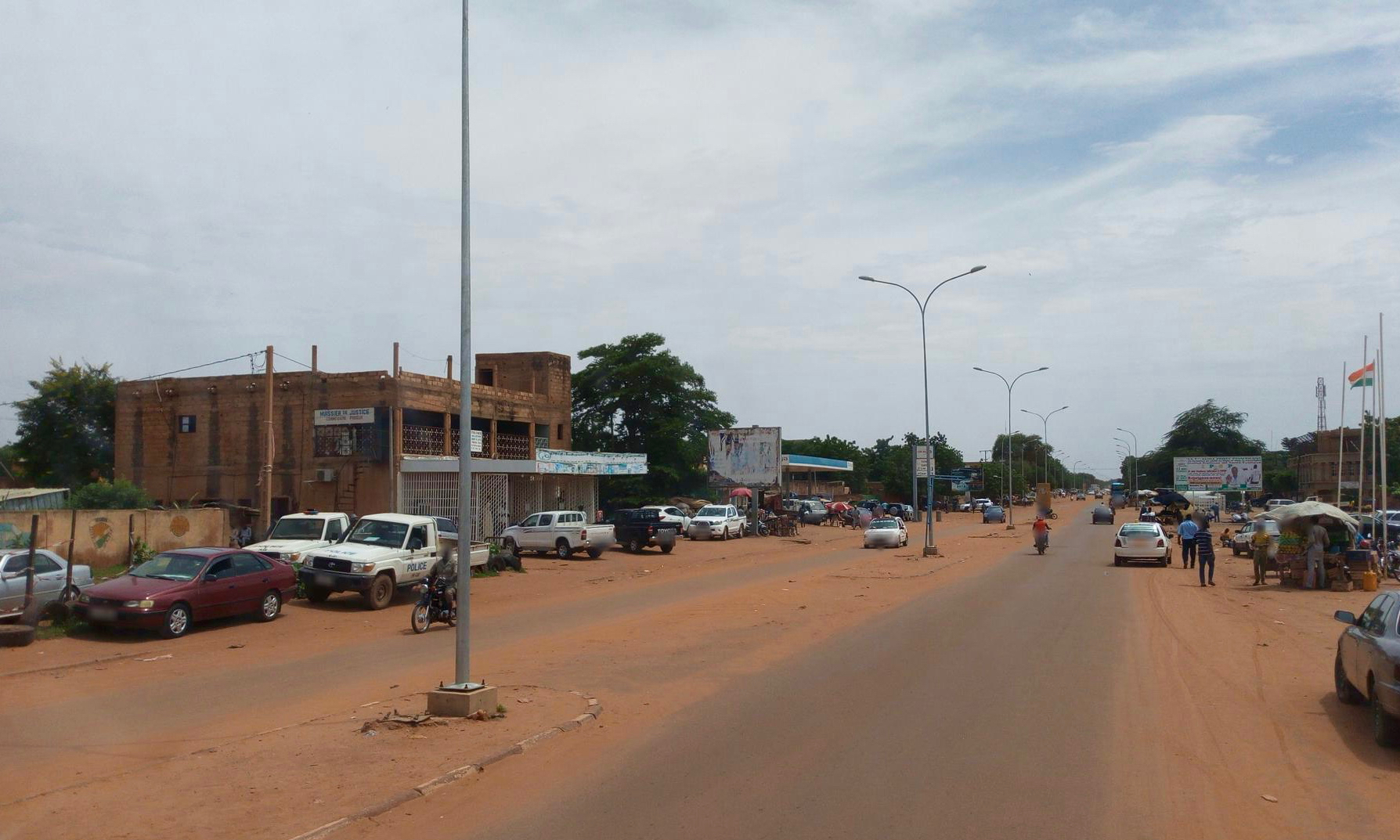
Avenue des Aménokal in Bandabari (2018)

Bandabari befindet sich östlich des historischen Stadtzentrums von Niamey. Die umliegenden Stadtviertel sind Couronne Nord im Nordwesten, Banifandou II im Nordosten, Route Filingué im Südosten und Madina im Südwesten. Das Stadtviertel liegt in einem Tafelland mit einer mehr als 2,5 Meter tiefen Sandschicht, wodurch eine bessere Einsickerung als in anderen Teilen der Stadt möglich ist.
Das Standardschema für Straßennamen in Bandabari ist Rue MD 1, wobei auf das französische Rue für Straße das Kürzel MD für Madina und zuletzt eine Nummer folgt. Dies geht auf ein Projekt zur Straßenbenennung in Niamey aus dem Jahr 2002 zurück, bei dem die Stadt in 44 Zonen mit jeweils eigenen Buchstabenkürzeln eingeteilt wurde. Diese Zonen decken sich nicht zwangsläufig mit den administrativen Grenzen der namensgebenden Stadtteile. So wird das Schema Rue MD 1 nicht nur in Madina, sondern auch in Bandabari angewendet.

## Geschichte
Bandabari entstand während einer Dürreperiode in den 1960er Jahren durch Zuwanderung aus den Zarma-Gebieten um die Stadt. Der Ortsname kommt aus der Sprache Zarma und bedeutet „den Rücken zuwenden“. Dies verweist auf die fehlende Möglichkeit, Essen mit Verwandten und Bekannten zu teilen. Von ihrem ursprünglichen Charakter als Flüchtlingssiedlung war in Bandabari bald nichts mehr zu bemerken. Mit der Einteilung von Niamey in fünf Distrikte im Jahr 1979 wurde Bandabari Teil des 3. Distrikts, der 1989 mit dem 4. Distrikt in der Teilgemeinde Niamey II aufging, die wiederum 1996 in der bisherigen Form aufgelöst wurde.

## Bevölkerung
Bei der Volkszählung 2012 hatte Bandabari 695 Einwohner, die in 125 Haushalten lebten.

## Infrastruktur
In Bandabari gibt es mehrere öffentliche Grundschulen. Die älteste, die Ecole primaire de Bandabari I, wurde 1977 gegründet.